# Горбенко, Иван Тихонович
Иван Тихонович Горбенко (1919—1944) — участник Великой Отечественной войны, Герой Советского Союза.

## Биография
Иван Горбенко родился 17 мая 1919 года в селе Пологи-Низ Новосанжарского района на Полтавщине (по другим данным — в селе Солонцы Миргородского района в семье крестьян-бедняков.
После окончания в 1934 году Великосолонцовской неполной средней школы учился на рабфаке, затем — в Полтавском дорожном техникуме ЮЖД. После окончания учёбы в 1938 году был призван в ряды РККА — поступил в Севастопольское училище зенитной артиллерии. В боях Великой Отечественной войны с 1942 года.
В сентябре 1944 года войска 1-го Прибалтийского фронта вели ожесточенные бои с отступающим врагом на рижском направлении. Перед 743-м отдельным истребительным противотанковым артиллерийским дивизионом, которым командовал капитан И. Т. Горбенко, была поставлена задача совместно с другими подразделениями прорвать сильно укреплённую оборону противника. В ходе боя 14 сентября меткий огонь артиллеристов дивизиона Горбенко дал возможность пехоте выбить гитлеровцев из опорного пункта Иецава. Преследуя врага в боевых порядках стрелковых подразделений, воины дивизиона ворвались в город город Балдоне.
Подтянув свежие силы, противник контратаковал. В решающий момент боя дивизион Горбенко умелым манёвром и метким огнём разрушил замысел противника. Враг был дезорганизован и отброшен. В этом бою капитан Горбенко Иван Тихонович погиб. Похоронен мужественный артиллерист в городе Балдоне в Латвии.

## Увековечение памяти
Указом Президиума Верховного Совета СССР от 24 марта 1945 года за образцовое выполнение боевых заданий командования на фронте борьбы с немецкими захватчиками и проявленные при этом отвагу и героизм капитану Горбенко Ивану Тихоновичу присвоено звание Героя Советского Союза (посмертно).
В Новых Санжарах, на родине Героя, установлена мемориальная доска, посвящённая подвигу отважного воина. Имя Героя носят одна из улиц посёлка и Великосолонцовская восьмилетняя школа, где он учился.